# Magnetic Proton Recoil
Den magnetiska protonrekylspektrometern (MPR, Magnetic Proton Recoil) är en neutronspektrometer som används vid fusionstestreaktorn JET i Culham i England. Instrumentet består av flera komponenter: en neutronkollimator, ett tunt protonrikt strålmål, en protonkollimator, ett magnetfält samt ett hodoskop.
Instrumentets neutronkollimator är två järncylindrar med koncentriska borrade hål igenom sig. Neutroner som lämnar JET:s plasma kollimeras och lämnar kollimatorn i form av en "stråle". Neutronstrålen faller in mot en protonrik plastfilm. Vissa av neutronerna träffar protoner i foliet, som i sin tur slås loss genom elastisk spridning. Protonerna som lämnar foliet i samma riktning som den infallande neutronstrålen passerar i sin tur en protonkollimator och böjs av nära 180 grader i ett magnetfält som härrör från två magnetiska multipoler och träffar en rad av detektorer, ett så kallat hodoskop. Genom magnetfältets påverkan ges en rumslig spridning på protonerna som kan relateras till en hastighetsfördelning hos fusionsneutronerna. Detektorerna i hodoskopet består av scintillatorer som ger en ljussignal som leds till dubbla fotomultiplikatorer och registreras med hög tidsupplösning.
Eftersom neutronspektrumet för de neutroner som lämnar en tokamak är beroende av de hastighetsfördelningar som plasmats joner har, så kan den data som MPRu:n samlar in användas för att diagnosticera plasmajonernas energifördelning.
MPRu:ns synfält (Line of Sight / Field of view) genom plasmat är tangentiellt och passerar därmed plasmats center två gånger. Detta gör att synfältets vinkel mot tokamakens magnetfältlinjer varierar, vilket i sin tur påverkar hur neutronspektrumet som faller in mot spektrometern ser ut.